# Касап, Кароль
Карой Касап (венг. Kaszap Károly) или Кароль Касап (серб. Karolj Kasap, р.5 августа 1954) — югославский и канадский борец греко-римского стиля, панамериканский чемпион, призёр чемпионатов мира и Европы.

## Биография
Родился в 1954 году в Аде (Югославия). В 1979 году стал чемпионом Средиземноморских игр. В 1980 году принял участие в Олимпийских играх в Москве, но наград не завоевал. В 1981 году стал бронзовым призёром чемпионата мира. В 1982 году завоевал бронзовую медаль чемпионата Европы. В 1983 году вновь стал чемпионом Средиземноморских игр и завоевал бронзовую медаль чемпионата мира. В 1984 году принял участие в Олимпийских играх в Лос-Анджелесе, но стал там лишь 5-м.
Впоследствии эмигрировал в Канаду. В 1990 году выиграл Панамериканский чемпионат. В 1992 году принял участие в Олимпийских играх в Барселоне, но стал там лишь 8-м.